# وو یانان (کماندار)
وو یانان (انگلیسی: Wu Yanan؛ زادهٔ ۷ دسامبر ۱۹۶۴) کماندار زن اهل چین بود. وی در بازی‌های المپیک تابستانی ۱۹۸۴ شرکت کرده‌است.